# Václav Vondrák

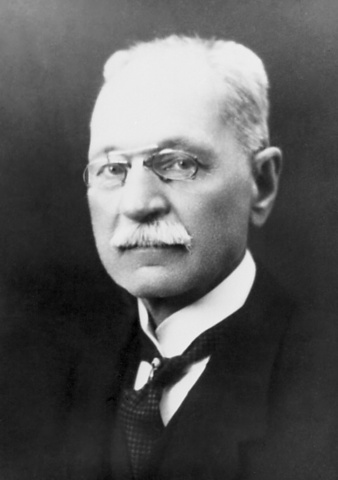
Václav Vondrák.

Václav Vondrák, född 22 september 1859 i Dub u Vodňan, död 13 augusti 1925 i Brno, var en tjeckisk filolog.
Vondrák blev 1903 professor i slavisk filologi vid Wiens universitet och 1919 vid Masaryksuniversitetet i Brünn. Han författade bland annat Zur Kritik der altslovenischen Denkmale (1886), Die Spuren der altkirchenslavischen Evangelienübersetzung in der altböhmischen Literatur (1893), Frisingské památky (1896), Vergleichende slavische Grammatik (1906, 1908) och Kirchenslavische Chrestomathie (1910).